# Bakszejewo (obwód moskiewski)
Bakszejewo (ros. Бакшеево) – osiedle w Rosji, w obwodzie moskiewskim, w rejonie szaturskim. W 2021 liczyło 2754 mieszkańców.